# Taleporia sciacta
Taleporia sciacta är en fjärilsart som beskrevs av Edward Meyrick 1921. Taleporia sciacta ingår i släktet Taleporia och familjen säckspinnare. Inga underarter finns listade i Catalogue of Life.